# SAX J1808.4-3658
Uma fonte de raios-X transitória foi descoberta em 1996 pelo satélite italiano-holandês BeppoSAX, SAX J1808.4-3658 revelou pulsações de raios-X em 401 Hz, freqüência de rotação de estrelas de nêutrons quando foi observada durante uma explosão subseqüente em 1998 pelo satélite NASA RXTE.
Quando foi observado durante uma posterior explosão em 1998 pela NASA's RXTE satélite. A estrela de nêutrons orbita uma anã castanha binário com um companheiro provável massa de 0,05 massas solares, a cada 2,01 horas. Raio-X tendo oscilações quase-periódico, além de coerente de raios-X pulsações ter sido visto a partir de SAX J1808.4-3658, tornando-se uma Pedra de Roseta para a interpretação do calendário de comportamento de baixa massa de raios-X binários.
Um total de dez milisegundos de raios-X pulsares foram descobertos em outubro de 2007. Três deles são intermitentes milisegundos pulsares de raios-X (HETE J1900.1-2455, Aql X-1 e SAX J1748.9-2021), ou seja, eles emitem pulsações esporadicamente durante a explosão.

## Outro Pulsares
- PSR 1919+21
- PSR 1913+16 - 1º pulsar binário a ser descoberto
- PSR B1937+21
- PSR B1257+12 - 1º pulsar com planeta a ser descoberto
- PSR J0737−3039
- SGR 1806-20
- PSR J1748-2446ad - pulsar com rotação mais rápida